# جيمس ويليام مارشال
جيمس ويليام مارشال (بالإنجليزية: James William Marshall)‏ هو محامي وسياسي أمريكي، ولد في 31 مارس 1844 في ستونتون في الولايات المتحدة، وتوفي في 27 نوفمبر 1911. حزبياً، نشط في الحزب الديمقراطي. وقد انتخب عضو مجلس نواب الولايات المتحدة عن ولاية فرجينيا وانتخب عضو مجلس ولاية فرجينيا وانتخب عضو مجلس النواب الأمريكي.